# DB-Baureihe 719
In die DB-Baureihen 719 und 720 sind verschiedene Messwageneinheiten der Deutschen Bahn eingereiht. Dabei tragen Triebwagen die Stammnummer 719 und antriebslose Mittel- und Steuerwagen die 720. Wie bei allen Arbeits- und Dienstfahrzeugen der Deutschen Bahn sind diese Betriebsnummern nicht von den zwölfstelligen UIC-Fahrzeugnummern abgeleitet.

## Schienenprüfzüge
Um Schäden am Oberbau frühzeitig zu erkennen, setzt die Deutsche Bahn AG drei Prüfzüge der Baureihen 719 und 720 ein. Mittels zweier zerstörungsfreier Prüfverfahren werden die Schienen auf Schädigungen untersucht. Bei der Ultraschallprüfung können Materialfehler durch Materialermüdung innerhalb der Schiene bis zum Schienenfuß erkannt werden. Mit der Wirbelstromprüfung wird der Schienenkopf geprüft. Die Züge tragen (Stand: 2012) die Bezeichnung Schienenprüfzug (SPZ).

### Einsatz
In regelmäßigem Abstand wird das gesamte Streckennetz von den Triebwagen 719.0 und 719.1 befahren und geprüft. Die Prüfzüge können auch von ausländischen Bahngesellschaften angemietet werden und sind in Minden stationiert. Die SPZ 1 und 2 erhielten 2012 mit Sensoren versehene Messstromabnehmer, um auch die Oberleitung messen zu können. Beim SPZ2 wurde der Stromabnehmer wieder abgebaut.

### Aufbau und Antrieb

#### SPZ 1
Der modernere dreiteilige, damals Schienenprüf-Express genannte, 719 101 / 720 101 / 719 102 entstand 1995 unter Verwendung von Drehgestellen der Schweizerischen Industriegesellschaft als Einzelanfertigung mit der Bezeichnung SPE 140 bei Plasser & Theurer. Die Messtechnik wurde von der Deutschen Bahn in Minden eingebaut. Der vierachsige, absenkbare Prüfkopfträgerwagen wurde in Wagenmitte des Mittelwagens angeordnet. Um eine genaue Führung der Prüfköpfe am Gleis zu gewährleisten, hat jede Achse dieses Trägerwagens abwechselnd je ein Trag- und ein Leitrad. Die spurabhängig geführten Prüfkopfträger befinden sich an den Langseiten des Trägerwagens.
Aufgrund einer zu hohen Masse wurden die Antriebe ausgebaut. Die bisherige Triebwageneinheit konnte damit nicht mehr aus eigener Kraft fahren. Sie wurde in der Regel an beiden Enden mit je einer Lok der Baureihe 203.3 von DB Bahnbau bespannt. Im Sommer 2011 wurde geplant, die Messwageneinheit mit einer Wendezugsteuerung auszurüsten und mit einer Lok der Baureihe 218 als Wendezug zu betreiben.
Der Prüfzug verfügte über eine leistungsstärkere Elektronik als der SPZ 2, die eine Messgeschwindigkeit von 100 km/h erlaubte. Er wurde lichtgrau mit einem gelben Fensterband lackiert.
2013 wurden die beiden ehemals motorisierten Endwagen abgestellt. Sie wurden im Oktober 2014 im Ausbesserungswerk Cottbus verschrottet. Der eigentliche Messwagen blieb in Betrieb, er erhielt die neue, UIC-gerechte Betriebsnummer 99 80 9360 005 und verkehrt mit einer Lokomotive der Baureihe 218 und dem angepassten Halberstädter Mitteleinstiegsteuerwagen 99 80 9360 003 (Ursprungsbauart Bybdzf 482.1) als Wendezug.

#### SPZ 2

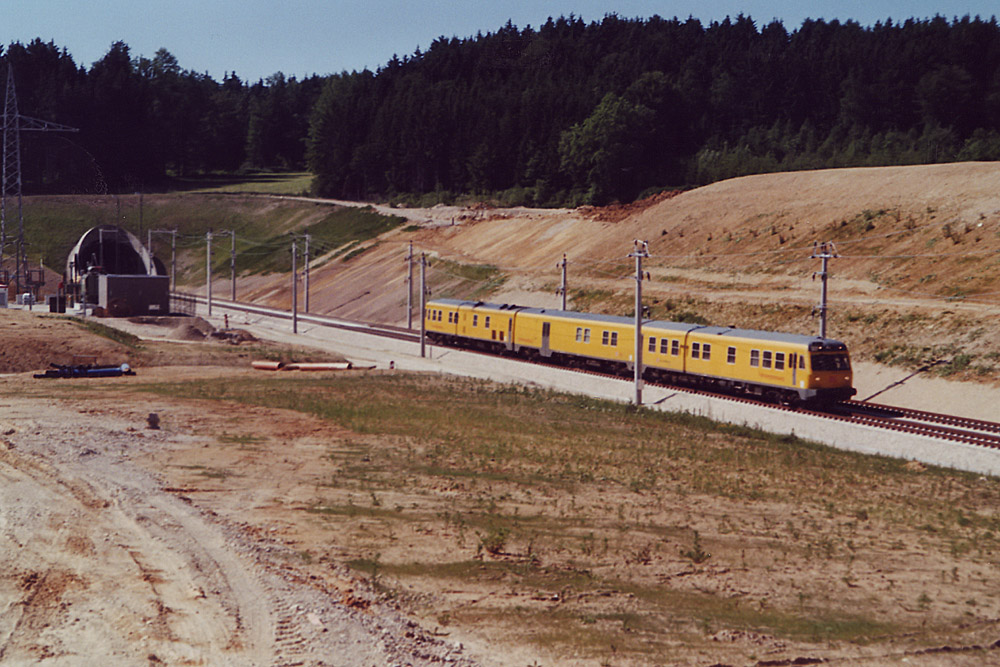
SPZ 2 der DB-Baureihe 719 auf der Schnellfahrstrecke Nürnberg–Ingolstadt

Der erste dreiteilige Prüfzug wurde 1975 von MBB an die Deutsche Bundesbahn geliefert und unter den Betriebsnummern 719 001 / 720 001 / 719 501 in den Fahrzeugbestand eingereiht. Die Wagenkästen und Laufwerke der Einheit entsprechen den Dieseltriebwagenzügen der DB-Baureihe 614. Im Triebwagen 719 001 befinden sich ein Aufenthaltsraum, die Küche, ein Wasch- und Duschraum und drei Schlafabteile. Der 719 501 (heute: 719 002) enthält einen Wasch- und einen Duschraum sowie fünf Schlafabteile. Im Mittelwagen 720 001 wurde die Messtechnik untergebracht. Unter dem Boden des Fahrzeugs ist ein absenkbarer Prüfträgerwagen montiert, die Prüfgeschwindigkeit beträgt maximal 50 km/h. Die Einheit ist rein gelb lackiert.
Nach Ablauf der Revisionsfrist wurde die Einheit 719 001 / 720 001 / 719 501 Ende 1998 zunächst im Ausbesserungswerk Kassel abgestellt. Sie wurde 2001 reaktiviert.
Im Deutschen Fahrzeugeinstellungsregister trägt die Triebwageneinheit seit 2011 die Nummern 99 80 9429 001-7, 99 80 9529 001-6 und 99 80 9429 002-5. Später wurde der Triebwagen 719 501 in 719 002 umgezeichnet.

#### SPZ 3

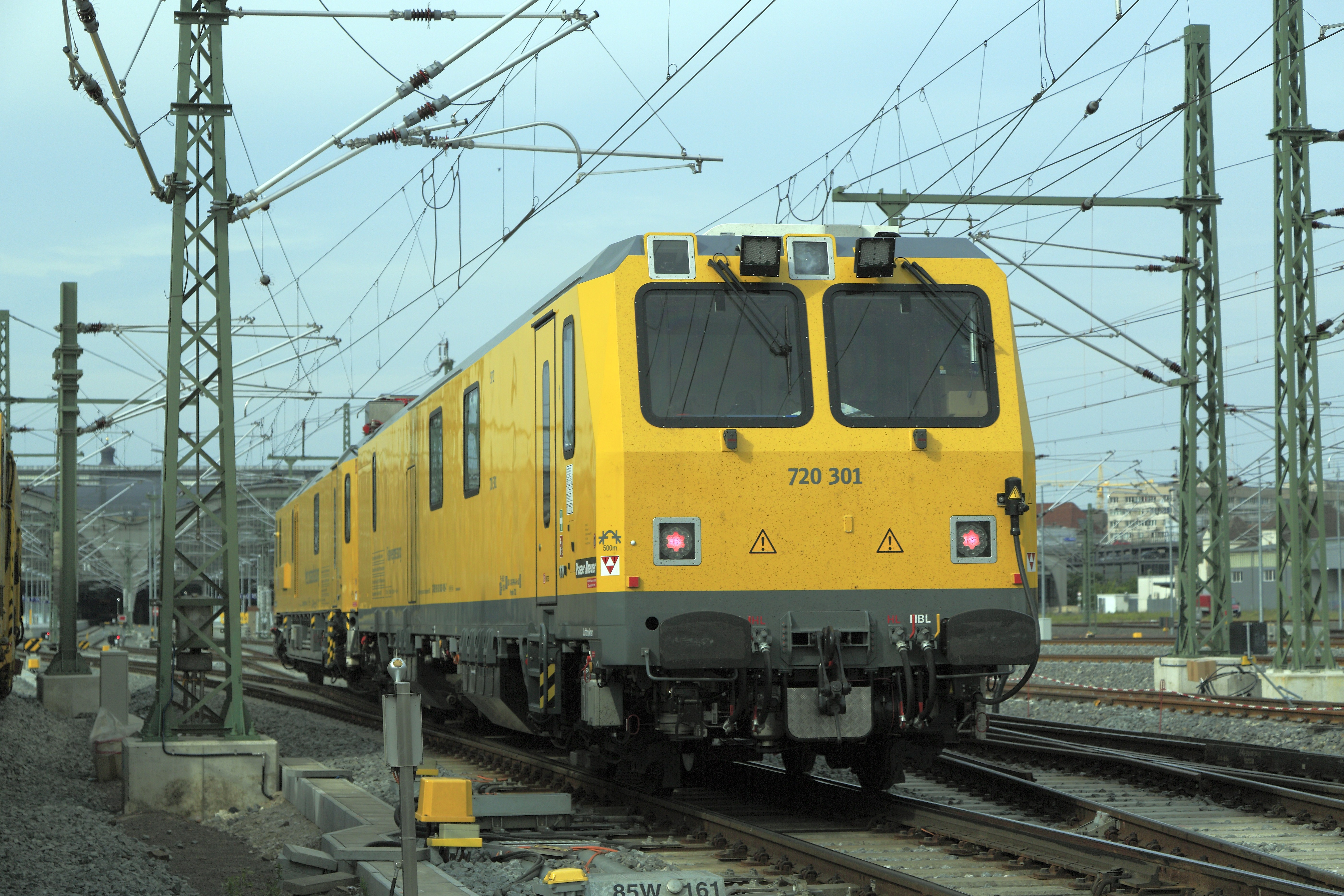
SPZ 3 bei der Einfahrt in den Bf Leipzig Hbf

Die ebenfalls bei Plasser & Theurer in Linz gebaute und 2015 gelieferte Einheit der dritten Messtriebwagengeneration entstand in modularisierter Bauweise. Sie basiert auf einer ein- und zweiteiligen Messwagenfamilie, die Ende 2012 von der DB bestellt wurde. Die Schienenprüfzüge sind zweiteilig ausgeführt und bestehen aus einem allachsgetriebenen Trieb- (ATW) und einem Steuerwagen (STW). Beide Wagen sind 23 Meter lang. Unter dem Bodenrahmen des Steuerwagens sind zwischen den Drehgestellen ein absenkbarer Messwagen und zwei Wasserbehälter für die ZfP-Sensorik aufgehängt. Auf dem Dach des Triebwagens sitzt ein Messstromabnehmer. Als Antrieb dienen zwei Deutz-Dieselmotoren. Im hinteren Teil des Triebwagens gibt es eine klimatisierte Küche mit Mikrowelle, Herd, Spüle, Tisch und Sitzecke mit Wifi sowie eine Toilette. Im Steuerwagen sind neben dem Beobachtungsstand mit neun Monitoren eine Werkstatt mit Ersatzteillager und Kalibriergeräten, Schaltschränke mit Messtechnik, vier Umkleidekabinen und der Führerstand 1 untergebracht. Die Ultraschall- und Wirbelstrommesstechnik wurde von der Firma PLR Magdeburg geliefert. Der erste Triebzug dieser Generation wurde mit den Betriebsnummern 719 301 (ATW) und 720 301 (STW) bei der DB Netz AG in den Berliner Maschinenpool eingereiht. 2017 sollte eine weitere Einheit geliefert werden.
Für den Digitalen Knoten Stuttgart kann eine ETCS-Ausrüstung eines Fahrzeugs durch den Bund gefördert werden. In diesem Zusammenhang ist eine ETCS-Fahrzeugausrüstung nach Baseline 3 geplant.

## Lichtraumprofilmesszug

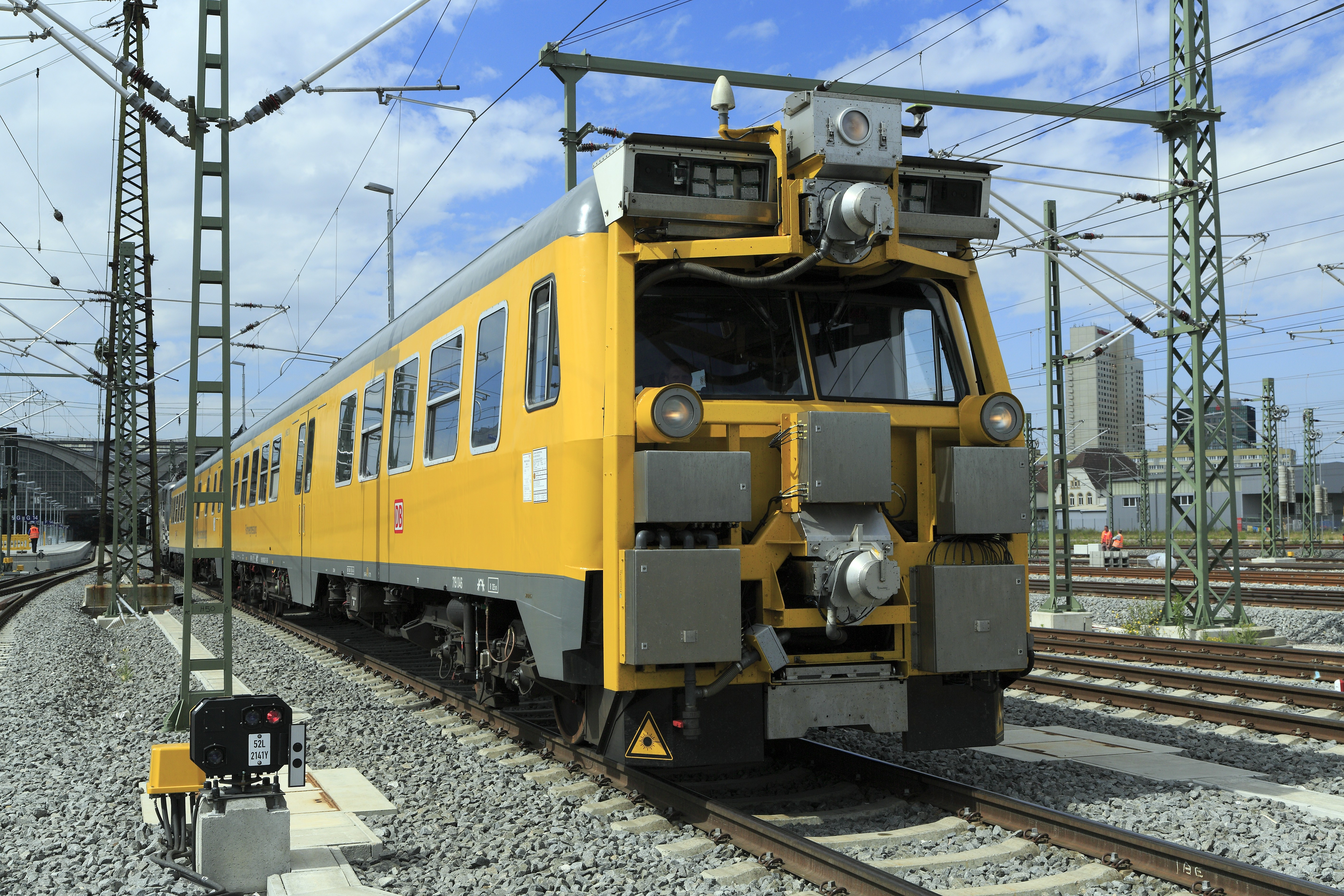
Triebwagen 719 046 mit Tragrahmen für die Messeinrichtungen

2006 wurden zwei Triebwagen der Reihe 614 (045 und 046) in den Lichtraumprofilmesszug 719 045 / 046 umgebaut. Er wird als LIMEZ III bezeichnet.
Aufgabe ist die Messung des freien lichten Raumes über und neben den Gleisen, damit der Bahnbetrieb nicht gefährdet wird. Auch für das Verkehren von Zügen mit Lademaßüberschreitung sind die Messergebnisse wichtig. Er ist mit zwei Lasermesssystemen ausgerüstet, die an der Stirnseite des Triebwagens 719 046 angebracht sind. Damit können Messungen bis zu einer Geschwindigkeit von 100 km/h vorgenommen werden. Am Messende mussten die Zug- und Stoßeinrichtungen entfernt werden. Um die Messzüge wirtschaftlicher einsetzen zu können, sollte der LIMEZ III nach 2012 auch mit Messtechnik für Oberleitung und die Gleisgeometrie ausgerüstet werden.
Die Seitenwände waren anfangs im Fensterbereich gelb, darunter lichtgrau lackiert, die Stirnfronten gelb. Inzwischen sind die Wagenkästen einfarbig gelb, der Bereich der Langträger der Bodenrahmen und die Dächer grau.